# Fall Creek
Fall Creek is een plaats (village) in de Amerikaanse staat Wisconsin, en valt bestuurlijk gezien onder Eau Claire County.

## Demografie
Bij de volkstelling in 2000 werd het aantal inwoners vastgesteld op 1236. In 2006 is het aantal inwoners door het United States Census Bureau geschat op 1248, een stijging van 12 (1,0%).

## Geografie
Volgens het United States Census Bureau beslaat de plaats een oppervlakte van 4,2 km², waarvan 4,1 km² land en 0,1 km² water. Fall Creek ligt op ongeveer 286 m boven zeeniveau.

## Plaatsen in de nabije omgeving
De onderstaande figuur toont nabijgelegen plaatsen in een straal van 20 km rond Fall Creek.